# Église protestante réformée d'Alsace et de Lorraine
L’Église protestante réformée d'Alsace et de Lorraine (EPRAL et anciennement ERAL) est l'un des deux cultes protestants reconnus par l'État en Alsace et en Moselle. Depuis 2006 elle fait partie de l'Union des Églises protestantes d'Alsace et de Lorraine (UEPAL), avec l’Église protestante de la Confession d'Augsbourg d'Alsace et de Lorraine (EPCAAL).

## Historique

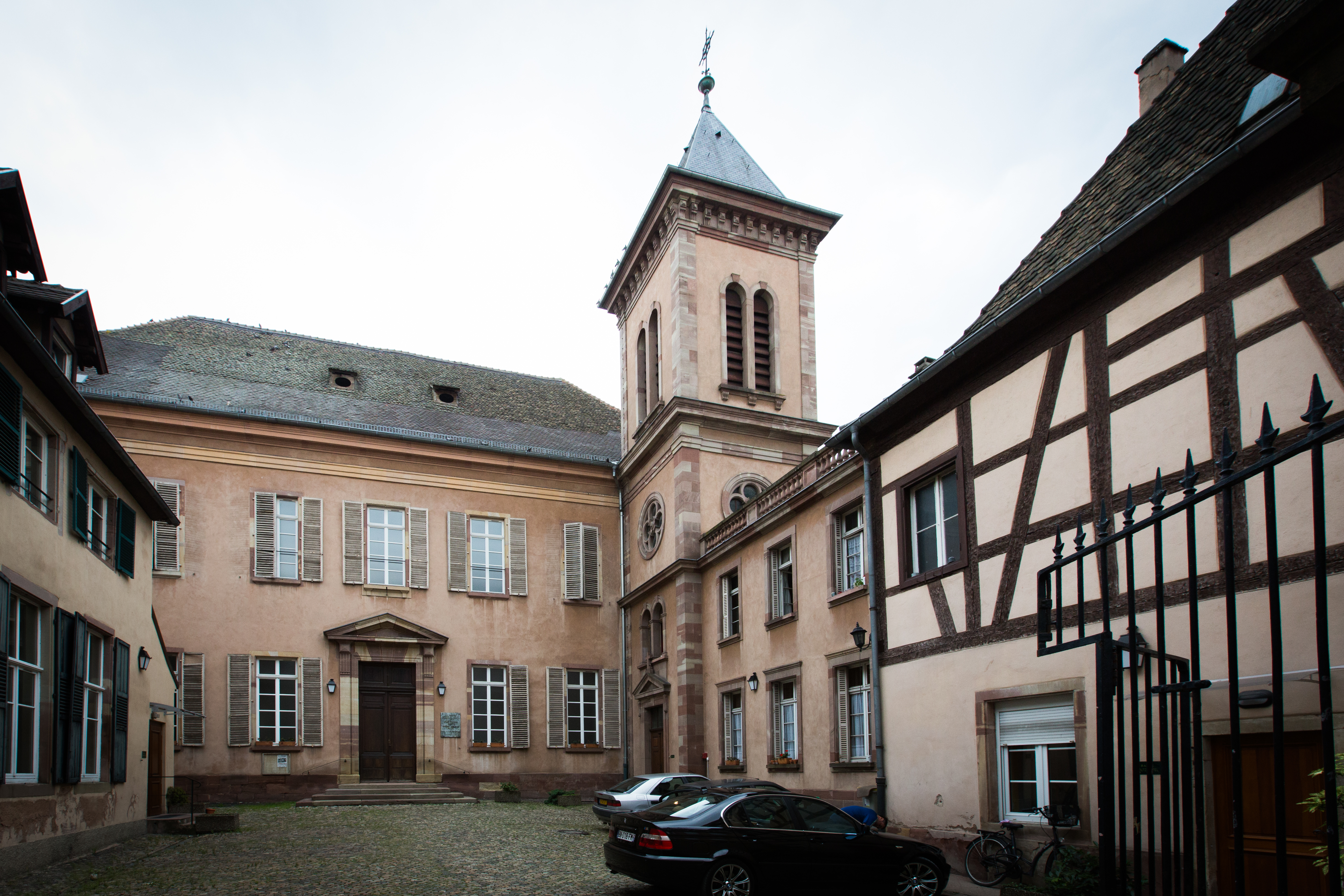
Strasbourg, l’église réformée du Bouclier.

Sous l'Ancien Régime, les réformés d'Alsace étaient, comme les luthériens, divisés en Églises territoriales dépendant de villes et seigneuries souveraines. Dans les territoires lorrains correspondant à l'actuelle Moselle et incorporés au royaume de France dès le XVIe siècle, ils formaient un consistoire dont le siège était Metz, soumis au régime de l'édit de Nantes mais demeuré en marge des églises réformées de France. En 1685, avec la révocation de l'édit de Nantes, ces réformés furent contraints à l'exil ou à l'abjuration, n'étant pas protégés comme leurs coreligionnaires d'Alsace par les traités de Westphalie. Après la Révolution, l'annexion de Mulhouse à la République et la promulgation des articles organiques des cultes protestants en 1802 par Bonaparte, des consistoires se reconstituèrent selon les formes prévues par cette loi : un consistoire en Moselle, et quatre en Alsace.
Courant 1895, les quatre consistoires réformés d'Alsace, coupés de l'Église réformée de France depuis le traité de Francfort de 1871 et demeurés autonomes, se sont regroupés officieusement, sous l'impulsion du pasteur Charles Piepenbring, de Strasbourg. Une loi du 21 juin 1905 a entériné cette initiative en créant l'Église réformée d'Alsace et de Lorraine, en la dotant d'un synode et en lui adjoignant le consistoire de Metz (Moselle). Cette loi a été maintenue en vigueur lors du retour des départements du Rhin et de la Moselle à la France en 1918 et remise en vigueur en 1945 après l'Occupation et l'annexion de fait par le régime nazi.

Cette Église rassemble environ 40 000 réformés, habitants principalement dans les agglomérations de Metz, Strasbourg et Mulhouse et regroupés dans quarante-neuf paroisses et cinq consistoires (quatre actuellement).
En 1953 elle a adopté la Déclaration de foi de l'Église réformée de France (1938), qui elle-même se réfère aux confessions de foi de la Réforme et notamment à la Confession de La Rochelle (1579).

## Statut juridique
Le statut juridique de l'EPRAL est, à quelques points près, analogue à celui de l'EPCAAL C'est un statut de droit public. Paroisses et consistoires sont des établissements publics du culte ; synode et conseil synodal sont assimilables à des autorités administratives indépendantes. Ses pasteurs, assimilés à des fonctionnaires, perçoivent un traitement de l’État et ont droit à une pension de retraite ; ils sont logés par la commune ou à défaut reçoivent de celle-ci une indemnité de logement. Administrativement, cette Église relève du bureau des cultes du ministère de l'Intérieur, délocalisé à Strasbourg. Enfin ses actes et décisions sont éventuellement soumis au contrôle des juridictions administratives (Tribunal administratif de Strasbourg, Cour administrative d'appel de Nancy et Conseil d'État). Ce statut particulier a été reconnu comme constitutionnel par une décision du Conseil constitutionnel du 23 février 2013.

## Organisation et fonctionnement
L'EPRAL est organisée selon le type presbytérien-synodal, traditionnel dans les Églises réformées. Il s'agit d'une hiérarchie d'assemblées et de conseils dont les représentants sont pasteurs ou laïcs, à parité. Celle-ci comporte trois niveaux décisionnels, celui de la paroisse locale, celui du consistoire et enfin celui du synode.

### Les paroisses
Base de toute Église protestante, la paroisse est une communauté locale, administrée par un conseil presbytéral et desservie par un pasteur.
Outre le ou les pasteurs de desserte, le conseil presbytéral est composé de six à seize laïcs élus pour six ans par les membres de l'église majeurs, jouissant de leurs droits civiques et inscrits au registre paroissial et renouvelables par moitié tous les trois ans. Ce conseil a une compétence générale, tant sur le plan spirituel que matériel, dans le cadre de la discipline et des règlements de l'Église. C'est notamment lui qui propose le nom d'un pasteur en cas de vacance de poste. Lorsqu'il l'estime nécessaire ou utile, il peut s'adjoindre des responsables d'activités paroissiales (catéchètes, organiste, chef de chœur, responsable de groupe de jeune…) ou consulter l'assemblée paroissiale, composée de tous les fidèles inscrits au registre paroissial.
Les paroisses sont créées par arrêté du ministre de l'Intérieur et leurs limites territoriales peuvent être modifiées par arrêté préfectoral. L'EPRAL compte quarante-neuf paroisses. En cas de circonstances graves et sur proposition de la direction de l'Église, le Gouvernement peut dissoudre un conseil presbytéral et provoquer de nouvelles élections.

### Les Consistoires
Les consistoires, au nombre de quatre dans l'EPRAL, regroupent plusieurs paroisses proches, dont ils assurent la coordination et le contrôle. Ils sont composés de trois catégories de membres : des pasteurs en service dans la circonscription consistoriale, membres de droit, de délégués laïcs élus par les conseils presbytéraux en leur sein, à raison de deux par poste pastoral, enfin de un à six membres cooptés par les précédents (représentants d'institutions, œuvres et mouvements). Les consistoires sont ceux de Strasbourg (9 paroisses), Mulhouse (17 paroisses), Bischwiller (5 paroisses) et Metz (19 paroisses). Le consistoire réformé de Sainte-Marie-aux-Mines a été dissout en 2009 en raison de la diminution du nombre de fidèles.
Les consistoires sont renouvelés en totalité tous les trois ans, après les élections triennales aux conseils presbytéraux. Lors de chaque renouvellement, l'assemblée élit un conseil consistorial comprenant un président, un vice-président, un secrétaire et un trésorier.
Dans l'Église réformée les consistoires ont conservé trois attributions importantes prévues par la loi du 18 germinal an X (8 avril 1802) et la loi d'Empire du 21 juin 1905 : ils nomment les pasteurs sur proposition des paroisses et après avis du conseil restreint de l'Union ; ils proposent au ministre de l'intérieur, après approbation du conseil restreint de l'Union, la création ou le transfert de postes pastoraux ; ils approuvent les livres servant à l'office divin et à l'enseignement religieux, ainsi que les règlements relatifs au culte.
Enfin ils élisent leurs délégués au synode, à raison d'un pasteur et un laïc par tranche de 6 000 âmes, ainsi que leurs suppléants.

### Le Synode

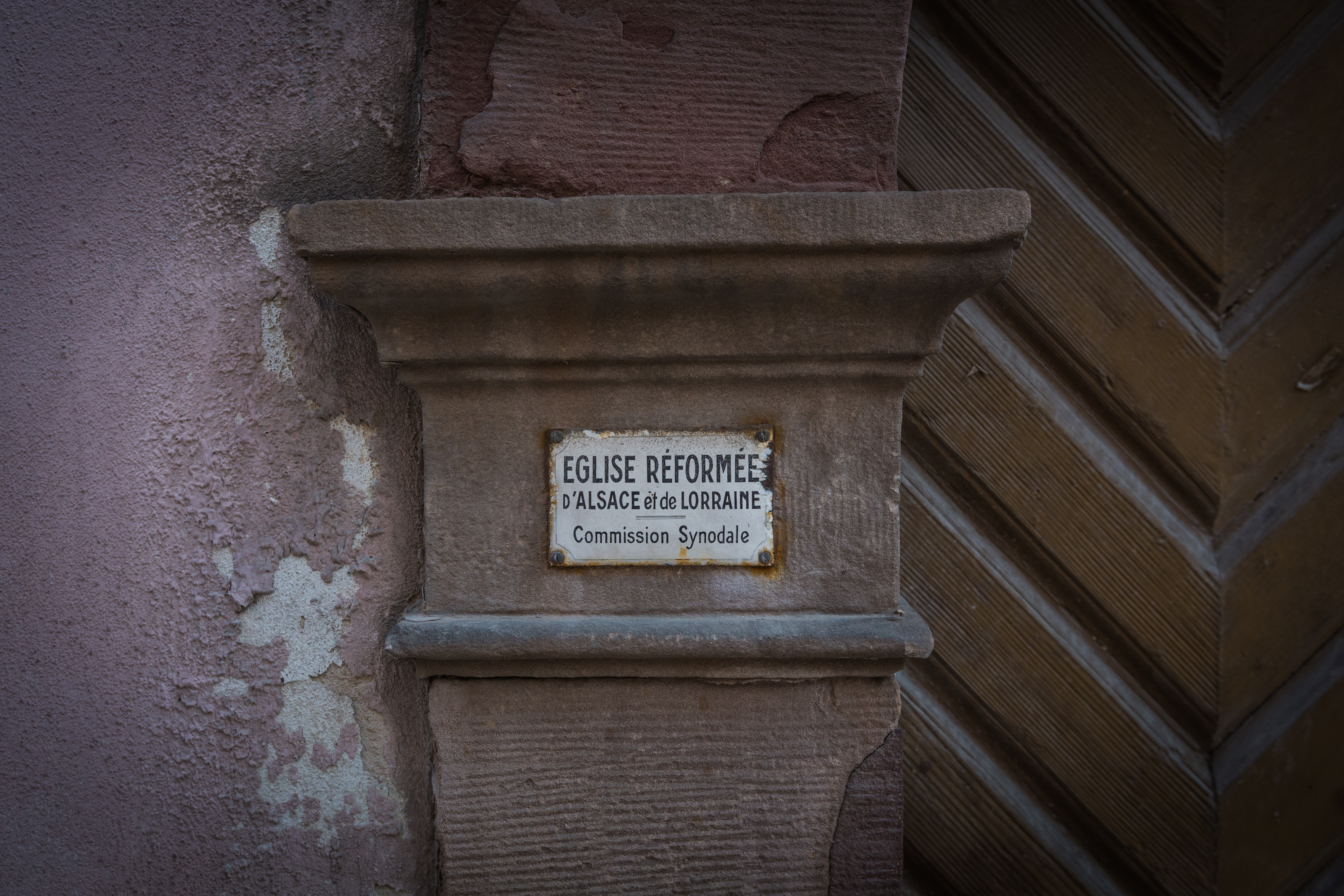
Strasbourg, rue du Bouclier.

Institué par la loi du 21 juin 1905 et placé à la tête de l'EPRAL, le Synode est composé de membres de droit et de membres élus et assure la parité pasteurs, laïcs. Les premiers sont : les présidents et secrétaires des cinq consistoires, le président sortant du conseil synodal (depuis 1992) et les visiteurs (pasteurs et laïcs élus par le synode) mais ces derniers avec voix consultative seulement. Les seconds sont élus par les consistoires, à raison d'une délégué pasteur et un délégué laïc à partir de 4 000 âmes et ensuite par tranche de 6 000 âmes. Leur mandat est de six ans et ils sont renouvelables par moitié tous les trois ans. Normalement ce synode ne devrait comprendre que trente deux membres délibérant. Mais en fait, à la suite de décisions internes non approuvées mais tolérées par le Gouvernement, il approche la centaine de délégués. Cette assemblée se réunit une fois par an.
Le Synode a moins de pouvoir que le Consistoire supérieur de l'EPCAAL, en raison des attributions particulières des consistoires. Il veille au maintien de la constitution et de la discipline de l’Église, fait ou approuve les règlements concernant la vie de l’Église et juge en dernier ressort les difficultés résultant de leur application. Enfin, à la demande d'un consistoire, il peut s'occuper des affaires particulières de celui-ci.

### Le conseil synodal
Il est légalement composé de cinq membres, un président, un vice-président, un secrétaire et deux assesseurs, élus par le synode pour trois ans. Ils exercent les mêmes fonctions au sein du synode.Le conseil synodal n'est que le bureau du synode ; il le convoque, prépare les débats, fixe son ordre du jour et entre les sessions veille à l'exécution de ses décisions. Il jouit de rares prérogatives propres résultant surtout des réformes de 1987 et 1992, essentiellement de coordination et de contrôle sur les consistoires et paroisses.

#### Les présidents du conseil synodal
- 1895-1898 : Karl Buhl (1821–1898)[3]
- 1898–1913 : Charles Piepenbring (1840–1928)[3]
- 1913–1935 : Albert Kuntz[3]
- 1935–1955 : Charles Bartholmé (1881–1962)
- 1955–1970 : Philippe Édouard Wagner
- 1970–1982 : Christian Schmidt
- 1982–1988 : Thérèse Klipffel
- 1988–2000 : Antoine Pfeiffer
- 2000–2006 : Jean-Paul Humbert
- 2006–2012 : Geoffroy Goetz
- 2012-2022 : Christian Krieger[4]
- depuis le 24 septembre 2022 : Pierre Magne de la Croix[5]

L’Église protestante réformée d'Alsace et de Lorraine est membre de plusieurs organisations ecclésiastiques nationales et internationales.
- Union des Églises protestantes d'Alsace et de Lorraine
- Communion protestante luthéro-réformée
- Fédération protestante de France
- Alliance réformée mondiale
- Conseil œcuménique des Églises

## Sources
- Ernest Lehr, Dictionnaire d'administration ecclésiastique à l'usage des deux Églises protestantes de France, Berger-Levrault, Paris, 1869.
- Michel Bazoche, Le Régime légal des cultes en Alsace-Lorraine, Paris-Strasbourg, Istra, 1949.
- Charles Roth, Le Régime légal du culte protestant en Alsace et en Moselle, Oberlin, Strasbourg, 1971.
- Gérard Desos, Le Droit local culturel, présentation des textes mis à jour de 1801 à 1989, Bureau des cultes, Strasbourg, 1990.
- Jean Volff, La Législation des cultes protestants en Alsace et en Moselle, Oberlin, Strasbourg, 1993.
- Jean Volff, Cultes protestants, Textes commentés, in Jurisclasseur "Alsace-Moselle", fascicule no 233, Lexix Nexis, Paris, 2014.
- Francis Messner, Pierre-Henri Prélot, Jean-Marie Woehrling, Droit français des religions, Lexis Nexis, Paris, 2013.
- Jean Volff, Dictionnaire juridique et pratique des Eglises protestantes d'Alsace et de Lorraine, Olivétan, Lyon, 2016.